# كرسف
كرسف هي مدينة في مقاطعة خدابندة، إيران. عدد سكان هذه المدينة هو 3,083 في سنة 2016.